# カミュ=サルトル論争
カミュ=サルトル論争（カミュ=サルトルろんそう）は、アルベール・カミュとジャン＝ポール・サルトルによる論争。ここではカミュの評論『反抗的人間』をめぐってフランシス・ジャンソンも含め、3人の間で起こった1952年のものを記述する。

## 概要
1951年発表されたカミュによる評論『反抗的人間』は、フランス思想界を中心に大きな反響を呼び、様々な批判が飛び交った。そのうちの一つがこの論争である。論争はサルトルが編集長を務める雑誌『現代』において2度展開された。この2人はそれまでもたびたび思想上の意見の食い違いなどあったようであるが、本項で述べる論争が決定的であり、その後サルトルとカミュは絶交状態に陥る。

## 経緯
1951年、カミュが『反抗的人間』を出版する。
翌1952年、サルトルが編集長を務める『現代』誌79号において、フランシス・ジャンソンが「アルベール・カミュ あるいは反抗心」を発表する。ジャンソンはそこで『反抗的人間』を痛烈に批判し、“『反抗的人間』はなにはともあれ失敗した偉大な書物である”と論文を締める。
これに応える形でカミュは「『現代』の編集者への手紙」を書く。
さらにこれに応えてサルトルは「アルベール・カミュに答える」、ジャンソンは「遠慮なく言えば……」を記し、この3つの論文は『現代』82号に掲載される。
おそらくカミュの本当の狙いは、ジャンソンへの反論を通じてサルトルを撃つことにあったと思われ、随所にジャンソンとサルトルの主張を意図的に混同していると見られる表現がある。事実サルトルも、カミュの本当の狙いが自分であることに気がついていたようで、サルトルは論文の最後で“もし君が僕に返答したければ、本誌を君のために開放しよう。だが、僕はもうそれには答えないだろう”と述べ、実際2人はその後絶交してしまう。
カミュの死に際して、ようやくサルトルは追悼文を発表した。

## 論点

### キーワード
- キーワードとして共産主義、歴史観、マルキシズム、戦争があげられる。

### サルトル側の主張
- カミュの文章は文学的ではあるが主張が曖昧である。
- カミュの言う「人間的自然」とは何か。
- カミュ自身は貧民ではなくブルジョワではないか。
- 「寄稿したジャンソンの主張」と「編集長であるサルトルの主張」を意図的に同一視している。

### カミュ側の主張
- コミュニスムを正当化するならば、ソ連の収容所についていかに説明するつもりか。
- サルトル側は、コミュニスム政党とその国家以外のことなら何でも反抗したいのだ（すなわち、ソ連側に甘い）。

また、議論の発端となったジャンソンとの間で、暴力による革命や反抗の是非を巡る論争があった。カミュは独裁や暴政にはもちろん反対の立場であったが、暴力を用いたそれらへの反抗には否定的であった。